# Le Silence des ombres
Pour l’article homonyme, voir Shelter.
Pour plus de détails, voir Fiche technique et Distribution.
Le Silence des ombres (Shelter), est un thriller américain réalisé par Måns Mårlind et Björn Stein, sorti en 2010.

## Synopsis
La psychiatre Cara Harding est spécialisée dans l’étude des tueurs en série. Son père, lui-même psychiatre de renom, lui soumet le cas étrange d'Adam, patient atteint de schizophrénie. Après sa première entrevue, son père décide de lui montrer qu'Adam a plusieurs personnalités dont David, Wesley, etc. Cara découvre plus tard que les nombreuses personnalités de David sont toutes des personnes mortes sauvagement assassinées. Elle veut alors résoudre ce grave cas clinique, ce qui va la mener dans un univers inimaginable.

## Fiche technique
- Titre original : Shelter
- Titre français : Le Silence des ombres
- Réalisation : Måns Mårlind et Björn Stein
- Scénario : Michael Cooney
- Direction artistique : Tim Galvin
- Décors : Jesse Rosenthal
- Costumes : Luca Mosca
- Photographie : Linus Sandgren
- Montage : Steve Mirkovich
- Musique : John Frizzell
- Production : Emilio Diez Barroso, Neal Edelstein, Darlene Caamano Loquet et Mike Macari
- Sociétés de production : Shelter Entertainment ; NALA Films et Macari/Edelstein (coproductions)
- Sociétés de distribution : FSF, E1 Entertainment et The Weinstein Company (États-Unis)
- Pays d'origine :  États-Unis
- Langue originale : anglais
- Format : couleur
- Genre : thriller
- Durée : 112 minutes
- Dates de sortie : 
  - Japon : 27 mars 2010 (avant-première mondiale)
  - Royaume-Uni : 27 février 2011 (DVD)
  - France : 8 février 2011 (DVD)
  - États-Unis : 1er mars 2013 (en VOD)
- Public : interdit aux moins de 12 ans.

## Distribution
- Julianne Moore (VF : Frédérique Tirmont) : Cara Harding[1]
- Jonathan Rhys-Meyers (VF : Alexis Victor) : David/Adam/Wesley[2]
- Jeffrey DeMunn (VF : Féodor Atkine) : Dr Harding
- Frances Conroy (VF : Jocelyne Darche) : Mme Bernburg
- Nate Corddry (VF : Emmanuel Garijo) : Stephen Harding
- Brooklynn Proulx : Sammy
- Brian A. Wilson (VF : Antoine Tomé) : Virgil

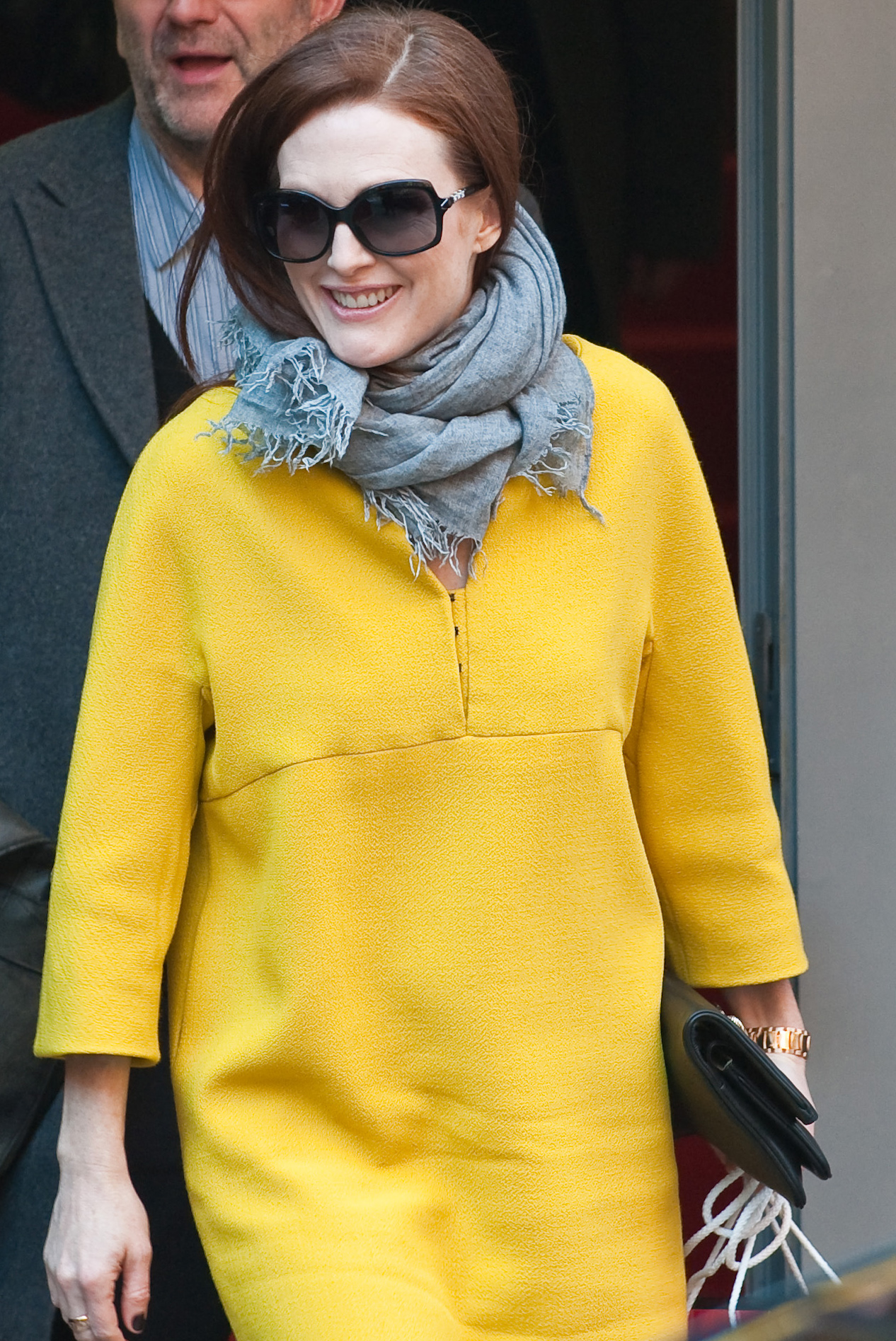
L'actrice principale Julianne Moore, l'année de sortie du film.

- Joyce Feurring : Granny Holler Witch
- Steven Rishard (VF : David Krüger) : l'inspecteur Danton
- Charles Techman (VF : Marc Cassot) : Monty

Version française : 
- Adaptation des dialogues : Sébastien Manchette, Ludovic Manchette et Christian Niemiec[3]

 Source et légende : version française (VF) sur RS Doublage et selon le carton du doublage français.

## Accueil

### Sorties internationales
Le film sort en salle en avant-première le 27 mars 2010, au Japon. Il reste inédit dans les salles en France où il sort DVD à partir du 8 février 2011.
Aux États-Unis, les spectateurs le découvrent à partir du 1er mars 2013 en vidéo à la demande.